# Янссен, Иво
Иво Янссен  (нидерл. Ivo Janssen; род. 1963, Венло) — нидерландский пианист.
Окончил Консерваторию Свелинка в Амстердаме, ученик Яна Вейна. Лауреат ряда премий, в том числе первой премии музыкального конкурса Тромп в Эйндховене (1986). Дебютировал на концертной сцене в 1988 году в амстердамском зале Консертгебау. Гастролировал в Германии, Италии, Франции, Австралии, США, Канаде; в 2008 г. выступил в России на Международном фестивале искусств имени Сахарова.
В 1994—2006 гг. осуществил запись полного собрания клавирных сочинений Иоганна Себастьяна Баха, выпустив её в свет под собственным звукозаписывающим лейблом VOID. Записал также «Ludus Tonalis» Пауля Хиндемита, ряд произведений Фридерика Шопена, Иоганнеса Брамса, Сергея Прокофьева, альбом «Фортепианные концерты в Нидерландах» с произведениями Карла Смулдерса, Виллема Пейпера и др. Для проекта Янссена toccata!, в рамках которого токкаты Баха исполняются вместе с токкатами современных композиторов, сочиняли Луи Андриссен, Лео Самама, Михил Борстлап и другие. Янссен также регулярно выступает в музыкально-поэтических программах совместно с Анной Энквист.